# Liste des rues d'Auderghem
Auderghem, commune belge située dans la région de Bruxelles-Capitale, possède de nombreuses rues toutes répertoriées dans cette liste.

## A
- avenue des Ablettes
- avenue Jean Accent[1]
- rue de l'Amblève
- place de l'Amitié
- rue de l'Application
- avenue des Argus
- avenue des Arums
- sentier des Aubépines

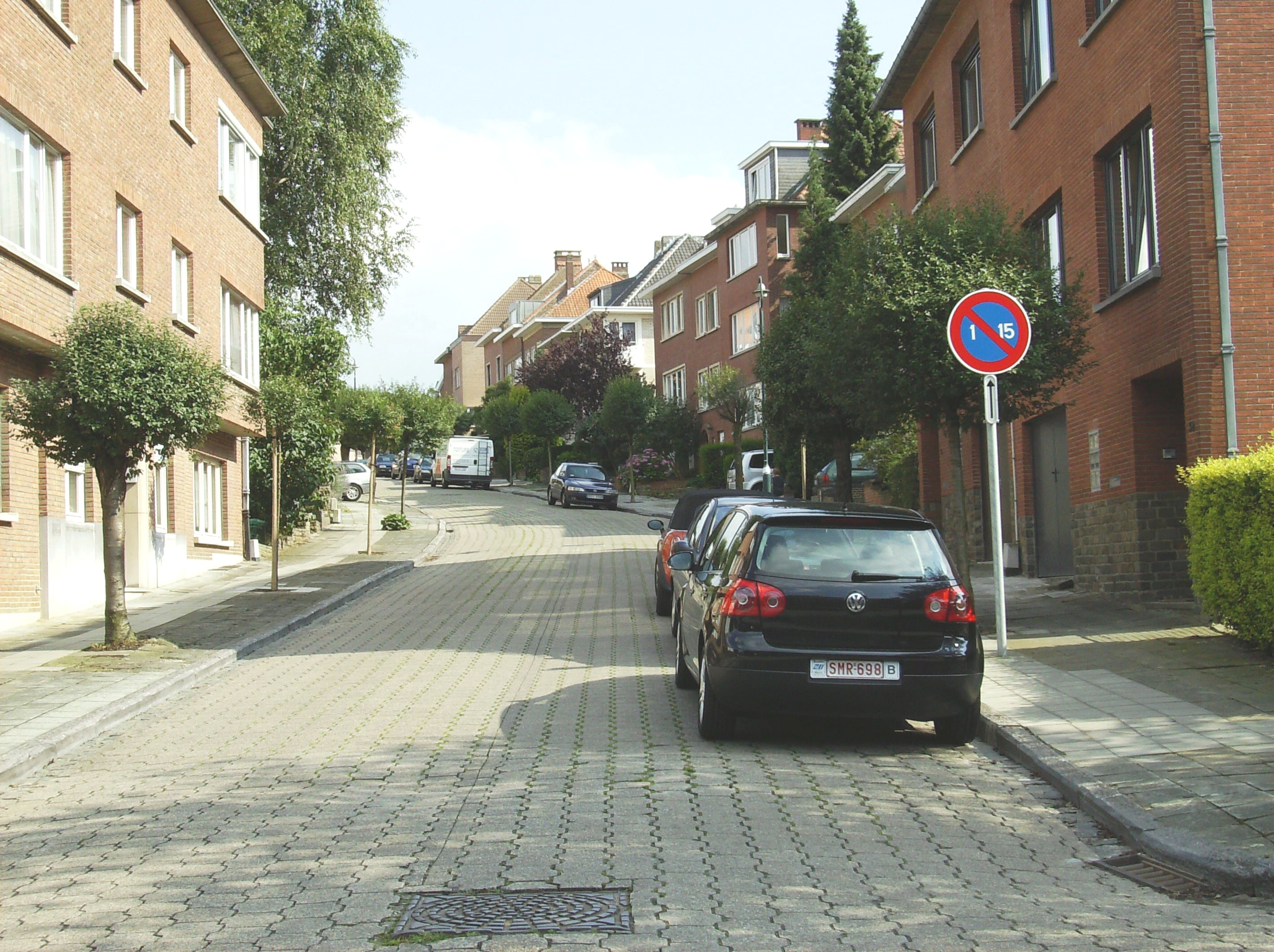
Avenue des Argus

- drève des Augustins (en Forêt de Soignes)

- Haut – A
- B
- C
- D
- E
- F
- G
- H
- I
- J
- K
- L
- M
- N
- O
- P
- Q
- R
- S
- T
- U
- V
- W
- X
- Y
- Z

## B
- place Thomas Balis[1]
- avenue du Barbeau

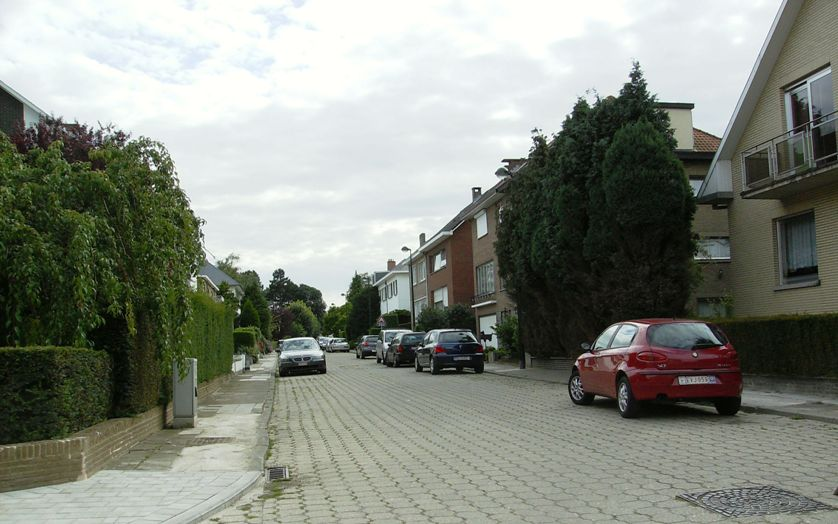
Avenue des Bécassines

- rue Théodore Baron (Théodore Baron, peintre)
- rue Jacques Bassem (Jacques Bassem)
- avenue Alfred Bastien (Alfred Bastien, peintre)
- avenue de Beaulieu
- avenue des Bécassines
- rue François Bekaert[1]
- clos du Bergoje
- avenue Louis Berlaimont (Louis Berlaimont)
- chemin de Blankendelle (en Forêt de Soignes)
- clos du Blankedelle
- rue du Bocq
- avenue Daniel Boon (Daniel Boon)
- avenue Joseph Borlé[1]
- rue Égide-Charles Bouvier (Égide-Charles Bouvier)
- avenue Charles Brassine[1]
- avenue de la Brème
- rue des Bûcherons (aussi sur Overijse)
- rue Mathieu Buntincx (Mathieu Buntincx)

- Haut – A
- B
- C
- D
- E
- F
- G
- H
- I
- J
- K
- L
- M
- N
- O
- P
- Q
- R
- S
- T
- U
- V
- W
- X
- Y
- Z

## C
- avenue des Canaris

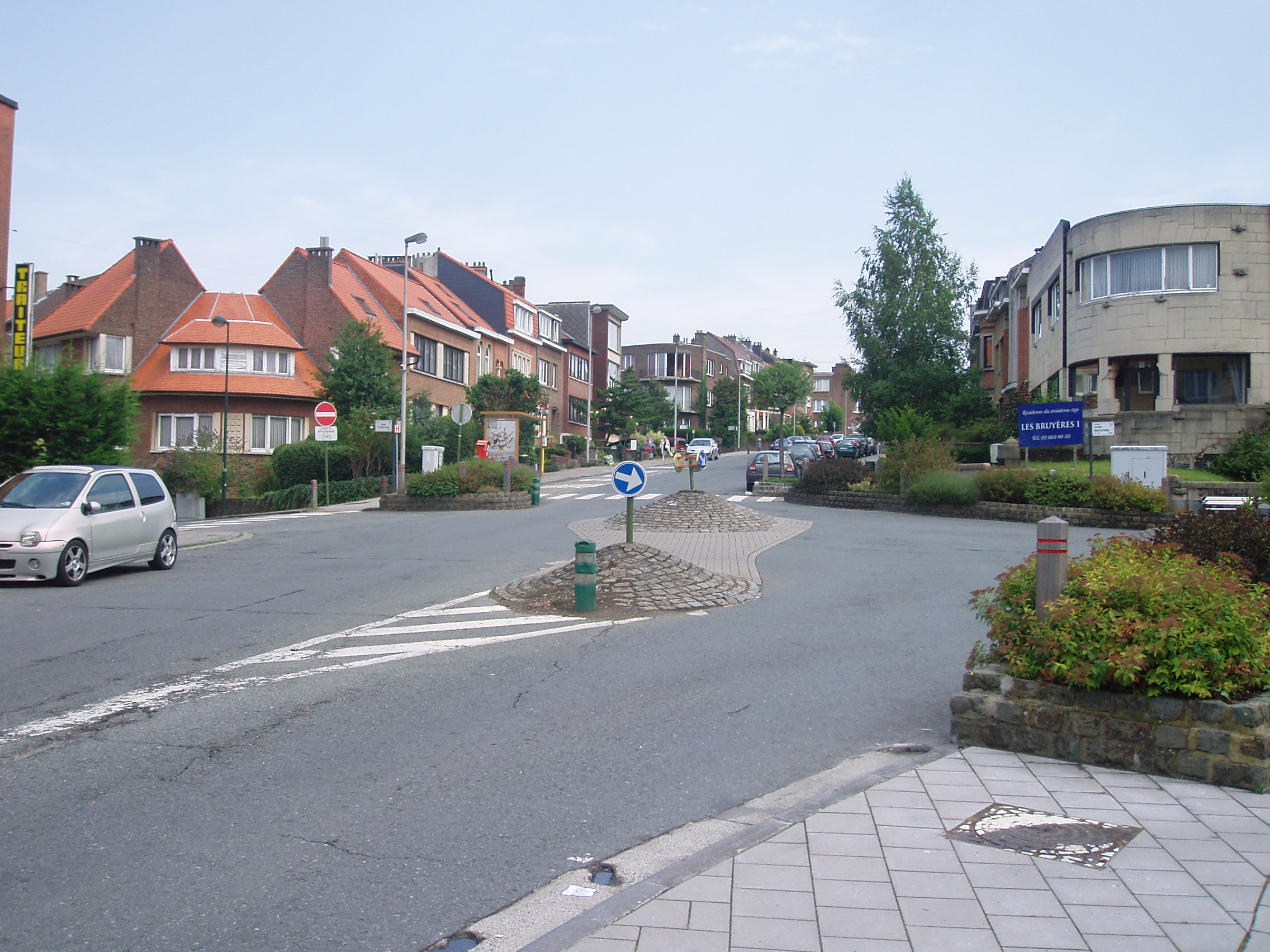
Avenue Joseph Chaudron

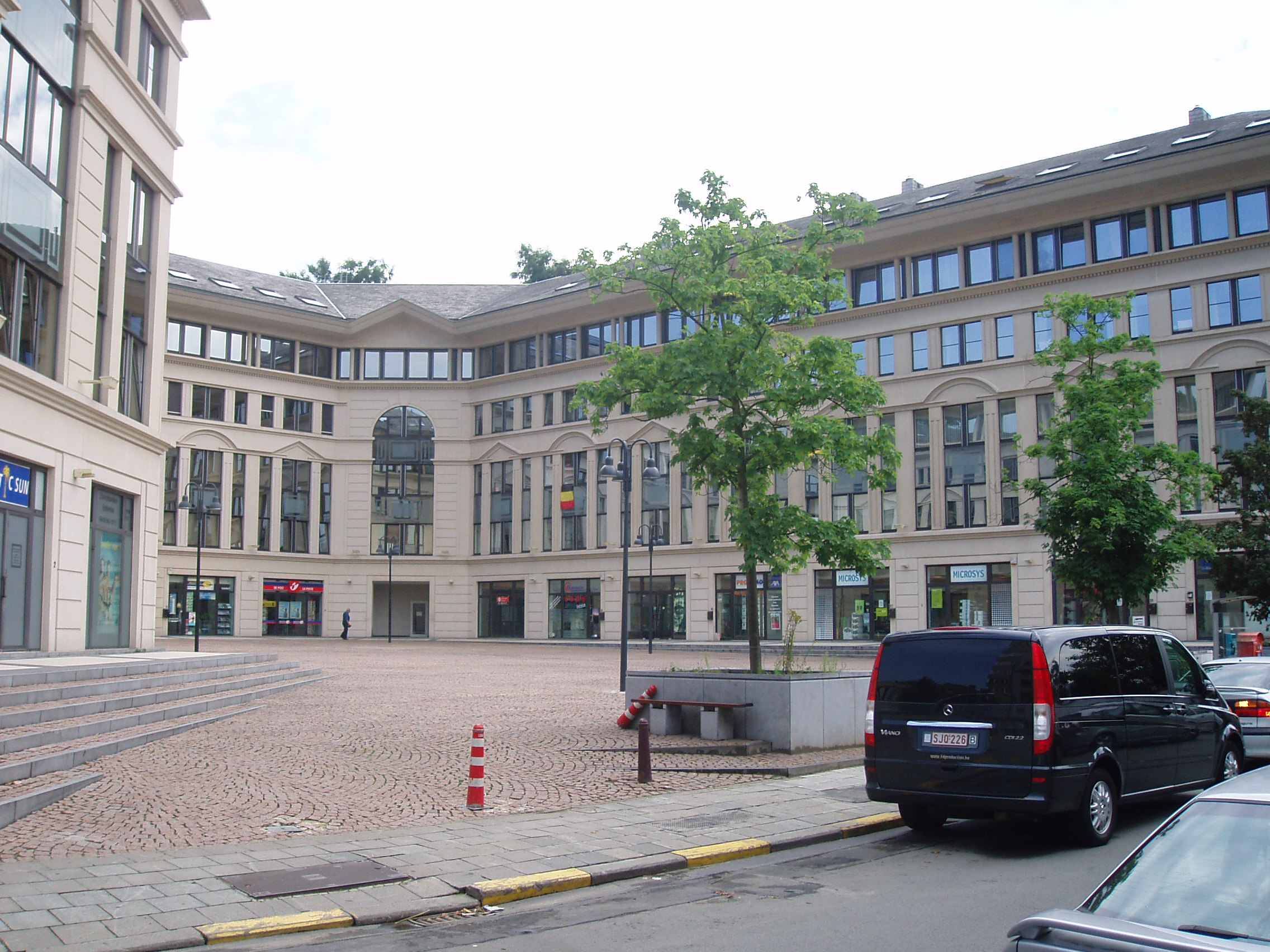
Place communale d'Auderghem

- avenue des Cattleyas (aussi sur Woluwe-Saint-Pierre)
- avenue du Chant d'Oiseau
- rue Maurice Charlent[1]
- avenue Jean Charlier[1]
- rue de la Chasse Royale
- drève Louisa Chaudoir[1]
- avenue Joseph Chaudron (Joseph Chaudron, ancien bourgmestre)
- chemin des Chênes (en Forêt de Soignes)
- rue René Christiaens[1]
- avenue des Citrinelles
- avenue Ernest Claes (Ernest Claes)
- avenue Louis Clesse (Louis Clesse, peintre)
- rue Jules Cockx[1]
- rue Hubert-Jean Coenen[1]
- avenue Jean Colin (Jean Colin, peintre)
- allée des Colzas
- place communale d'Auderghem
- drève du Comte de Flandre (en Forêt de Soignes aussi sur Watermael-Boitsfort)
- avenue Docteur Edmond Cordier (Edmond Cordier)
- avenue René Coulbaut[1]
- avenue Guillaume Crock[1]
- clos Albert Crommelynck (Albert Crommelynck, peintre)

- Haut – A
- B
- C
- D
- E
- F
- G
- H
- I
- J
- K
- L
- M
- N
- O
- P
- Q
- R
- S
- T
- U
- V
- W
- X
- Y
- Z

## D

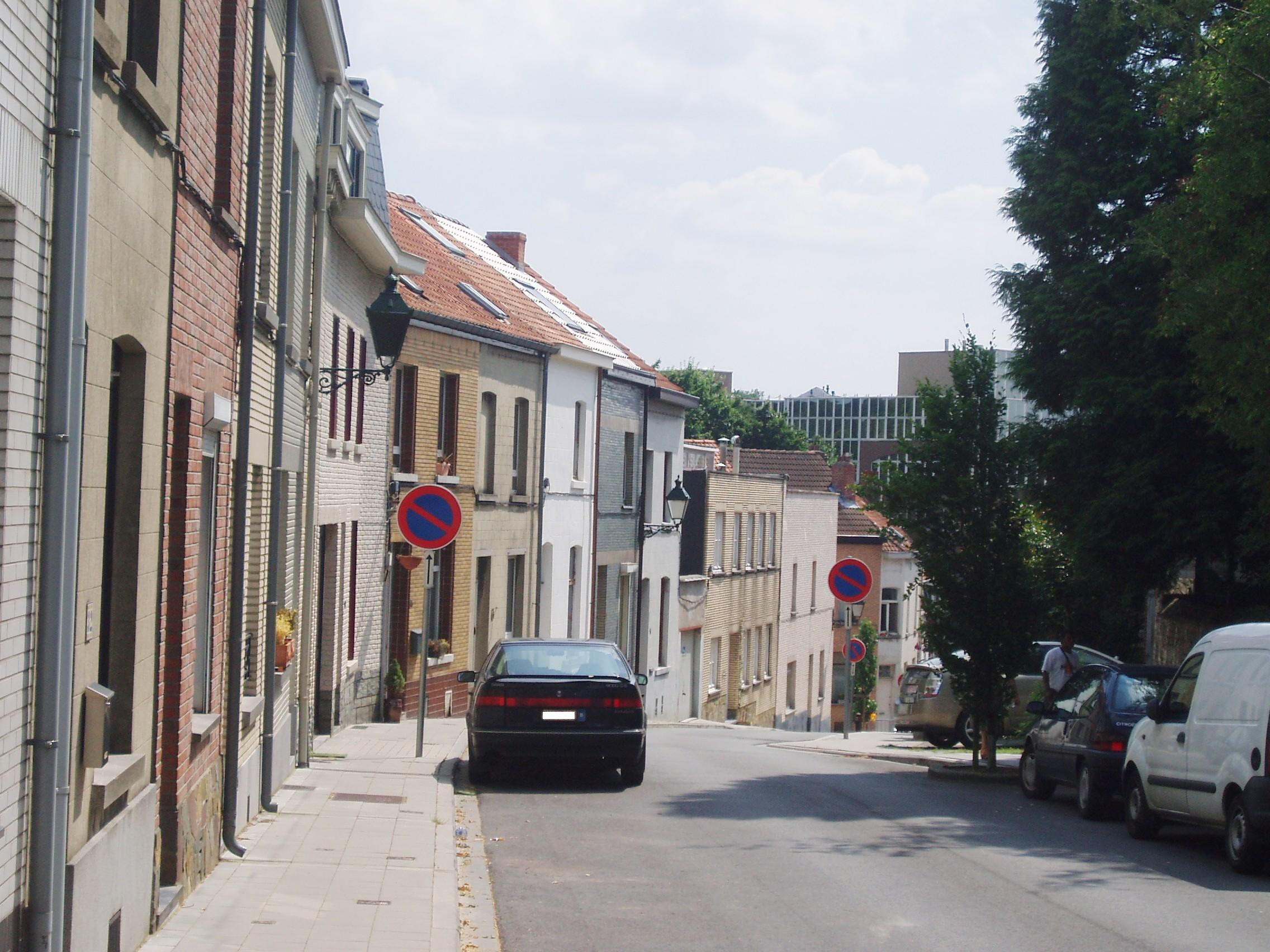
Rue des Deux Chaussées

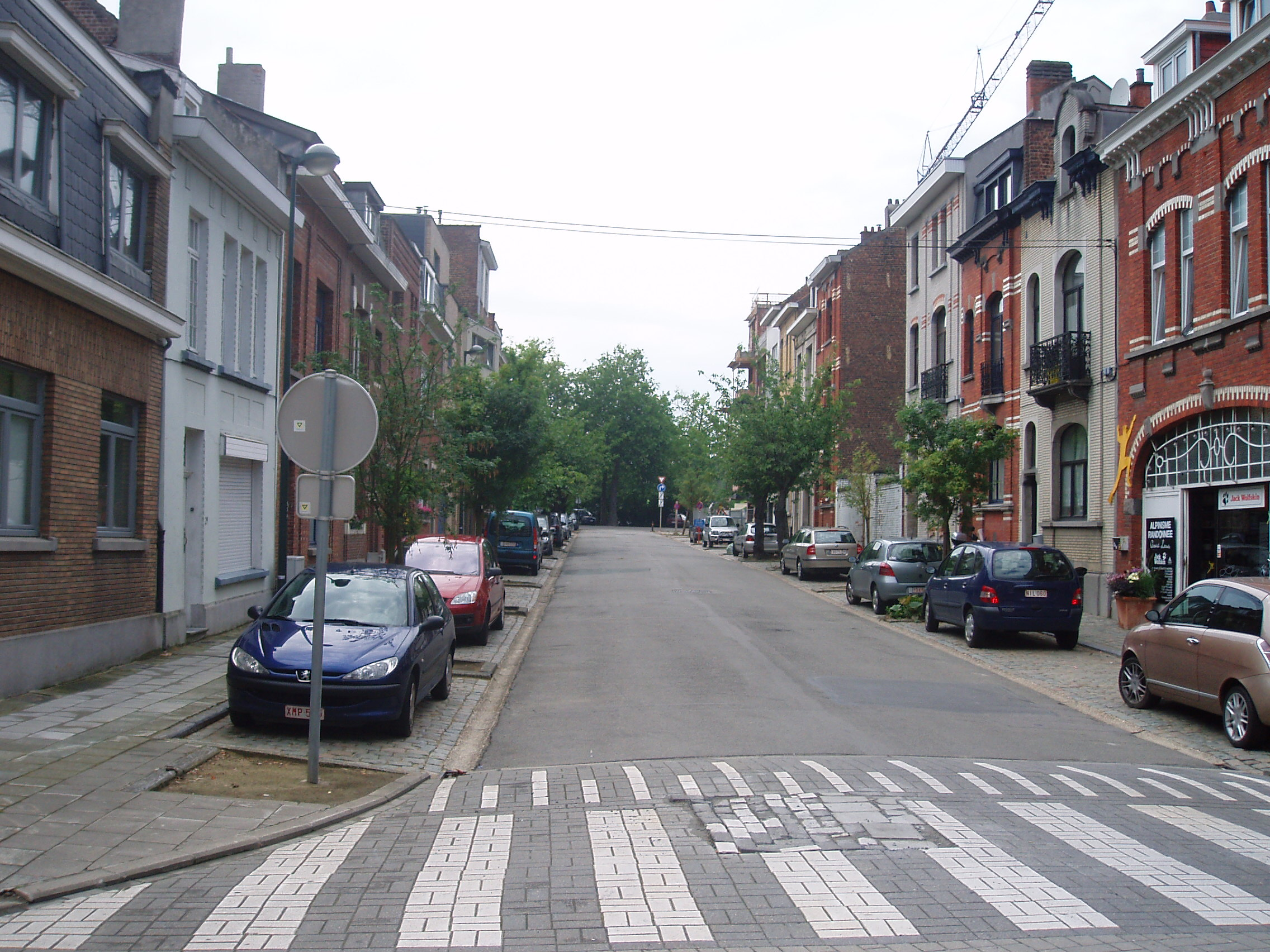
Avenue Pierre Devis

- drève des Dames Blanches
- avenue Colonel Daumerie[1] (aussi sur Woluwe-Saint-Pierre)
- avenue Henri de Brouckère (Henri de Brouckère, ancien bourgmestre)
- square Jean-Baptiste Degreef (Jean-Baptiste Degreef, peintre)
- avenue Gaston De Gryse
- avenue Louis Dehoux[1]
- rue Guillaume Dekelver[1]
- clos Paul Delforge (Paul Delforge, ancien bourgmestre)
- rue Joseph Delhaye[1]
- rue Félicien Delincé[1]
- avenue Gustave Demey (ancien bourgmestre)
- rue Guillaume Demuylder[1]
- rue Eugène Denis[1]
- rue Henri Deraedt (Henri Deraedt)
- avenue Guillaume Detroch[1]
- rue des Deux Chaussées
- drève des Deux Moutiers
- avenue Pierre Devis (Pierre Devis, peintre)
- avenue de Waha (François de Waha, ancien bourgmestre)
- rue Antonius Dewinter[1]
- chemin de Diependelle (en Forêt de Soignes aussi sur Watermael-Boitsfort)
- avenue Charles Dierickx
- rue du Docteur
- avenue Charles d'Orjo de Marchovelette[1]
- avenue André Drouart[1]
- place André Duchêne (André Duchêne, ancien bourgmestre)

- Haut – A
- B
- C
- D
- E
- F
- G
- H
- I
- J
- K
- L
- M
- N
- O
- P
- Q
- R
- S
- T
- U
- V
- W
- X
- Y
- Z

## E

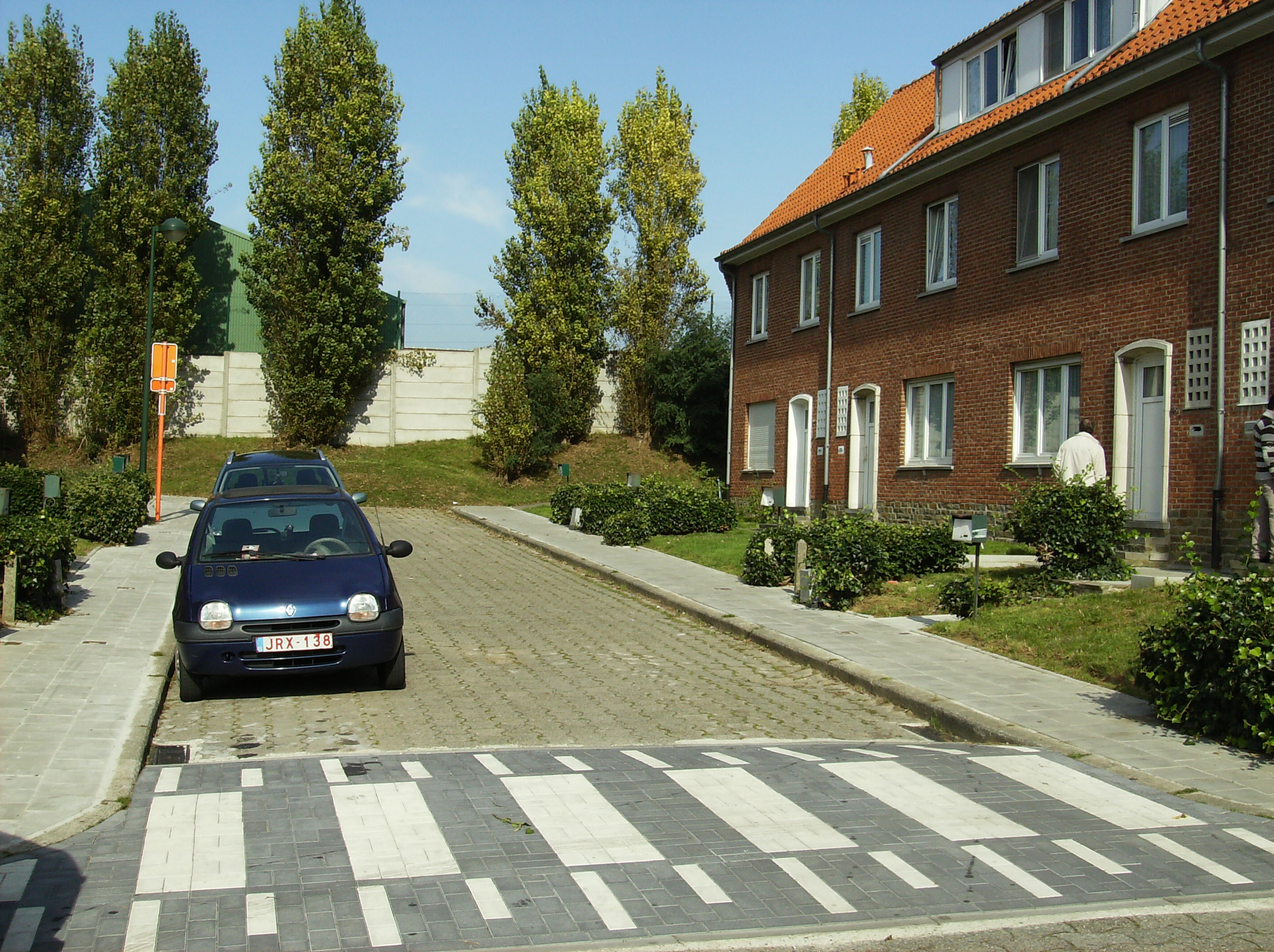
Rue Jean Ekelmans

- rue des Écoliers
- avenue de l'Église Saint-Julien
- rue Jean Ekelmans[1]

- Haut – A
- B
- C
- D
- E
- F
- G
- H
- I
- J
- K
- L
- M
- N
- O
- P
- Q
- R
- S
- T
- U
- V
- W
- X
- Y
- Z

## F
- avenue de la Faisanderie (aussi sur Woluwe-Saint-Pierre)
- avenue Thomas Frissen[1]

- Haut – A
- B
- C
- D
- E
- F
- G
- H
- I
- J
- K
- L
- M
- N
- O
- P
- Q
- R
- S
- T
- U
- V
- W
- X
- Y
- Z

## G
- avenue du Gardon

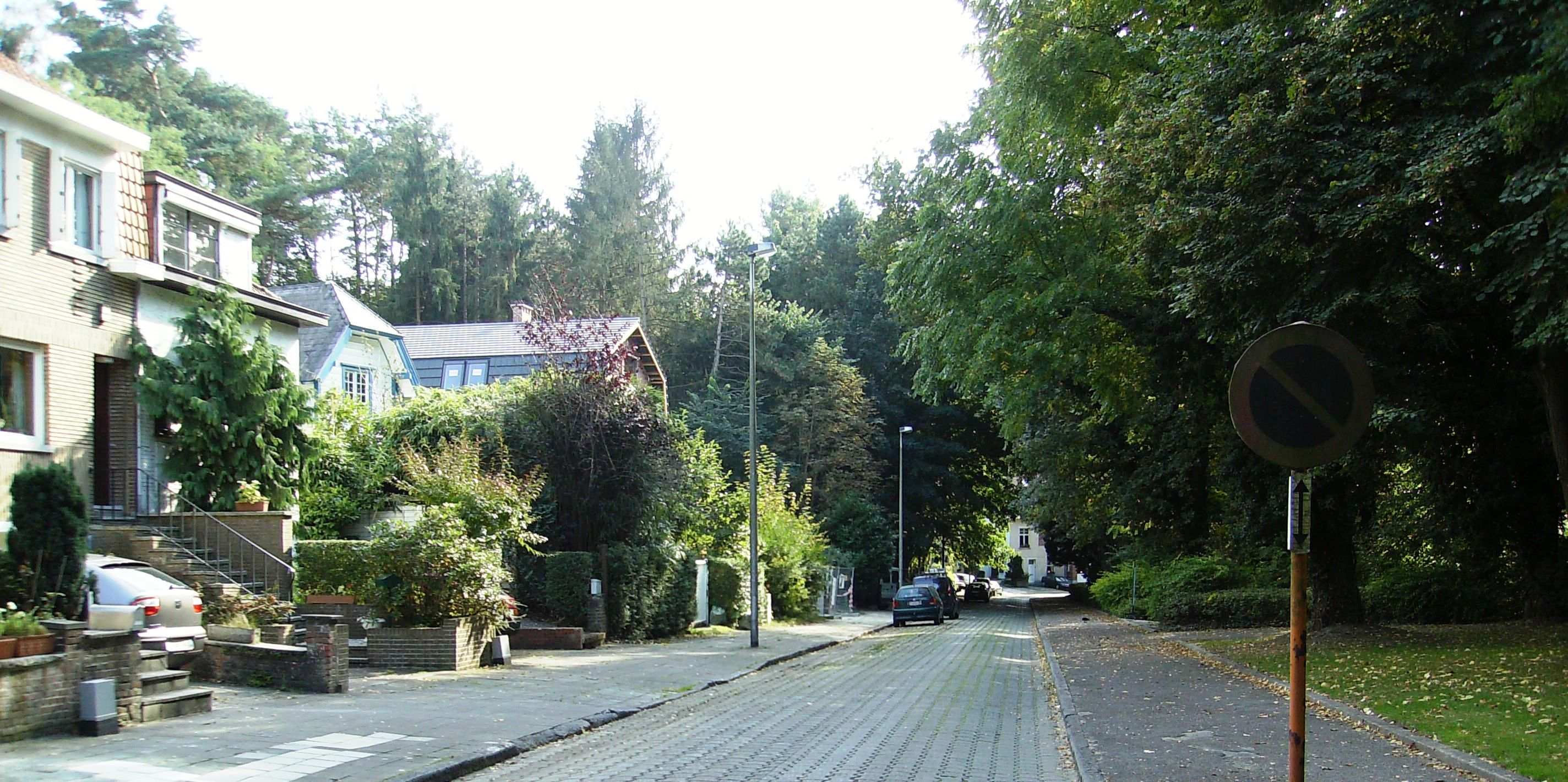
Avenue du Grand Forestier

- avenue Jules Génicot (Jules Genicot, ancien bourgmestre)
- avenue Isidore Gérard
- rue Pierre Géruzet[1]
- avenue Isidore Geyskens[1]
- avenue Hector Gobert[1]
- avenue des Frères Goemaere[1]
- square Georges Golinvaux[1]
- avenue des Gorges Bleues (aussi sur Woluwe-Saint-Pierre)
- avenue Joseph-Jean Gossiaux[1]
- place Félix Govaert (Félix Govaert, ancien bourgmestre)
- avenue du Grand Forestier (aussi sur Watermael-Boitsfort)

- Haut – A
- B
- C
- D
- E
- F
- G
- H
- I
- J
- K
- L
- M
- N
- O
- P
- Q
- R
- S
- T
- U
- V
- W
- X
- Y
- Z

## H
- avenue Roger Hainaut[1]
- square Baron Robert Hankar
- rue Édouard Henrard[1]

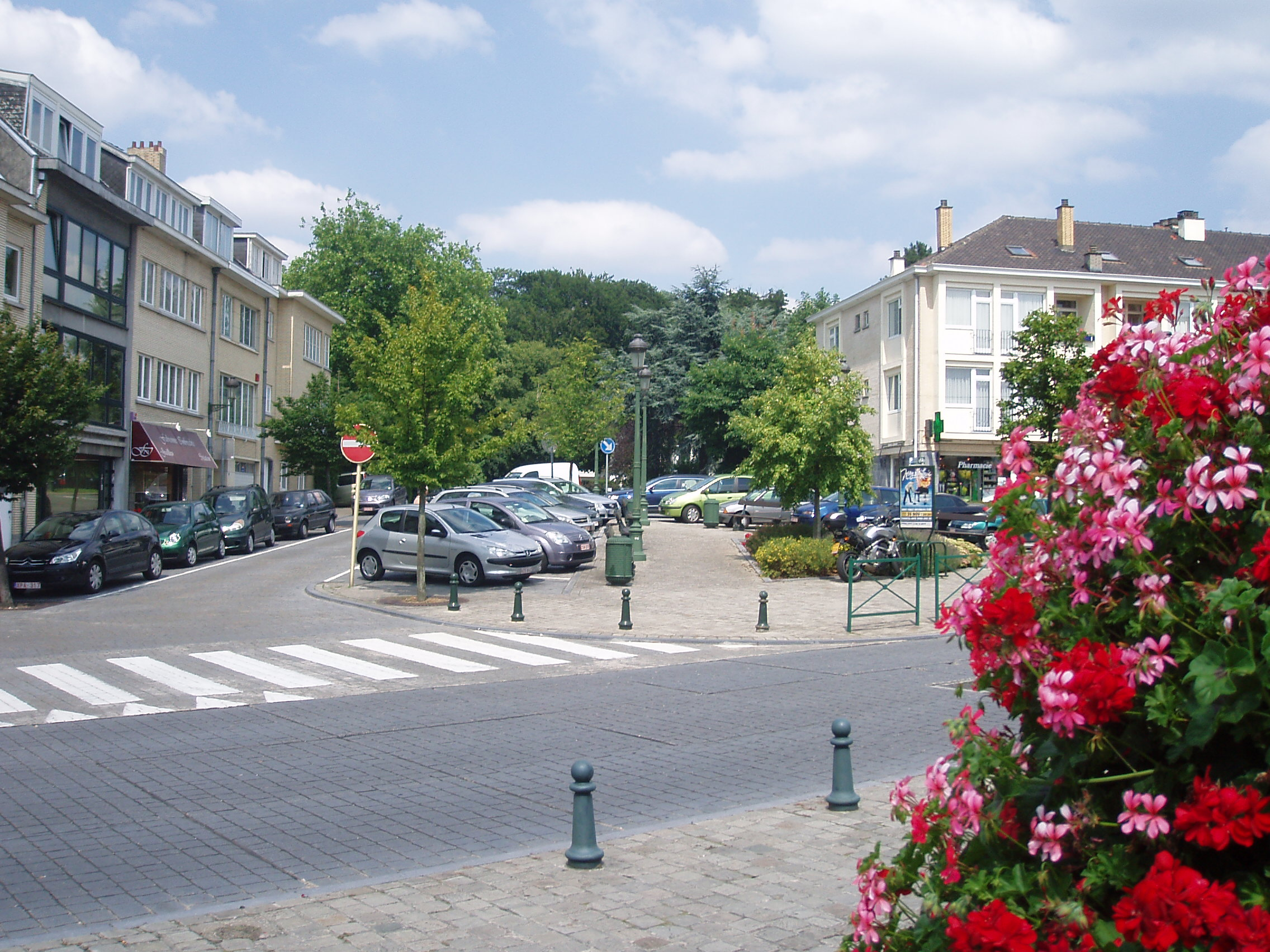
Avenue Roger Hainaut

- avenue de la Héronnière (aussi sur Watermael-Boitsfort)
- avenue des Héros
- avenue Herrmann-Debroux (Carl Herrmann-Debroux, ancien bourgmestre)
- avenue de la Houlette (aussi sur Watermael-Boitsfort)
- avenue Léon Houyoux (Léon Houyoux, peintre)
- rue du Houyoux
- rue Georges Huygens (Georges Huygens)

- Haut – A
- B
- C
- D
- E
- F
- G
- H
- I
- J
- K
- L
- M
- N
- O
- P
- Q
- R
- S
- T
- U
- V
- W
- X
- Y
- Z

## I
- rue Émile Idiers (Émile Idiers)
- boulevard des Invalides

- Haut – A
- B
- C
- D
- E
- F
- G
- H
- I
- J
- K
- L
- M
- N
- O
- P
- Q
- R
- S
- T
- U
- V
- W
- X
- Y
- Z

## J

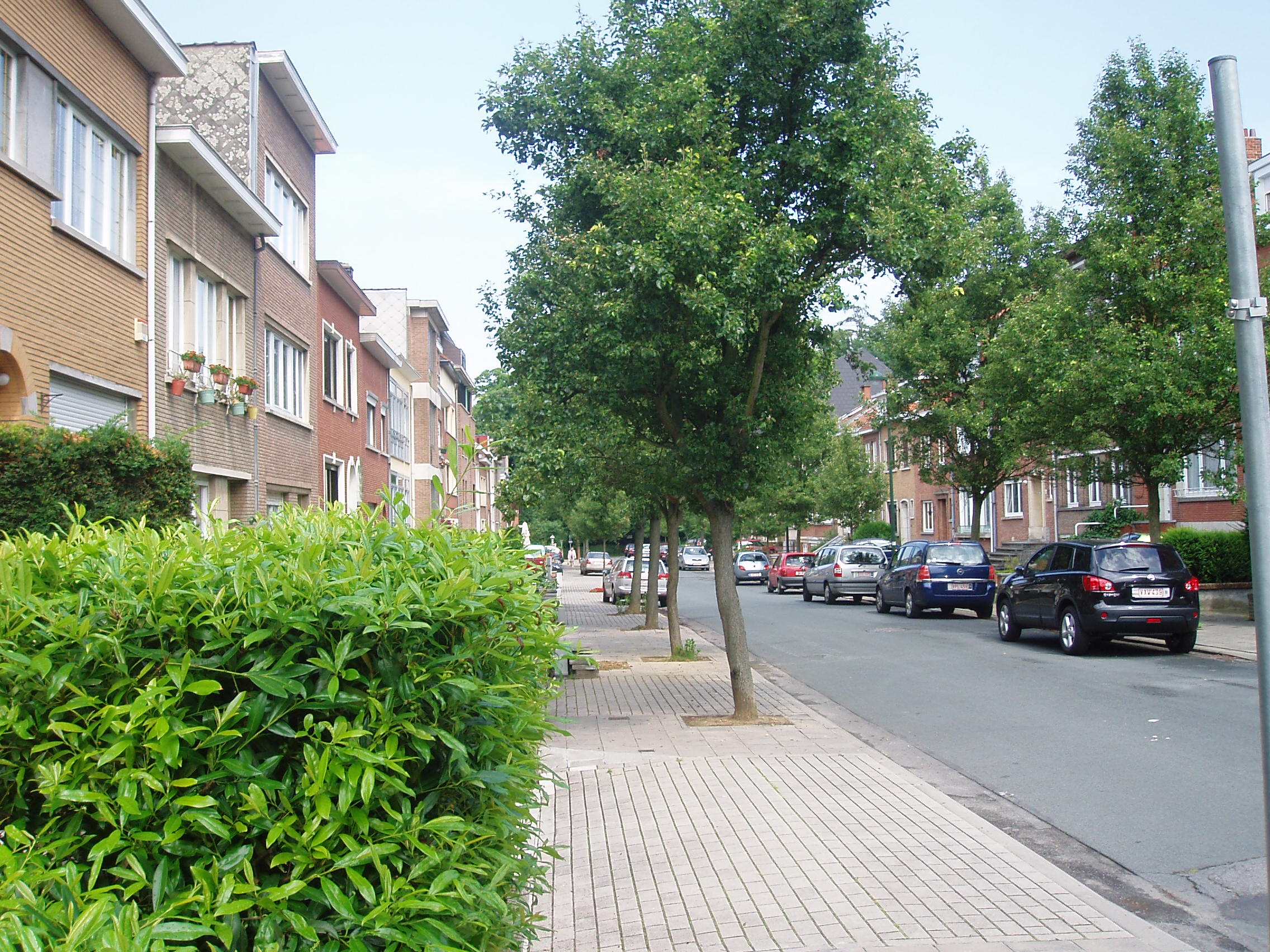
Avenue Jolé

- boulevard Général Jacques (Alphonse Jacques de Dixmude) (aussi sur Etterbeek et Ixelles)
- avenue Benjamin Jansen[1]
- avenue Ginette Javaux (Ginette Javaux, peintre)
- rue Alderson Jeuniau[1]
- avenue Jolé[1]

- Haut – A
- B
- C
- D
- E
- F
- G
- H
- I
- J
- K
- L
- M
- N
- O
- P
- Q
- R
- S
- T
- U
- V
- W
- X
- Y
- Z

## K
- rue Adolphe Keller (Adolphe Keller, peintre)
- avenue Guillaume Keyen[1]
- avenue du Kouter
- rue Albert Krings[1]

- Haut – A
- B
- C
- D
- E
- F
- G
- H
- I
- J
- K
- L
- M
- N
- O
- P
- Q
- R
- S
- T
- U
- V
- W
- X
- Y
- Z

## L

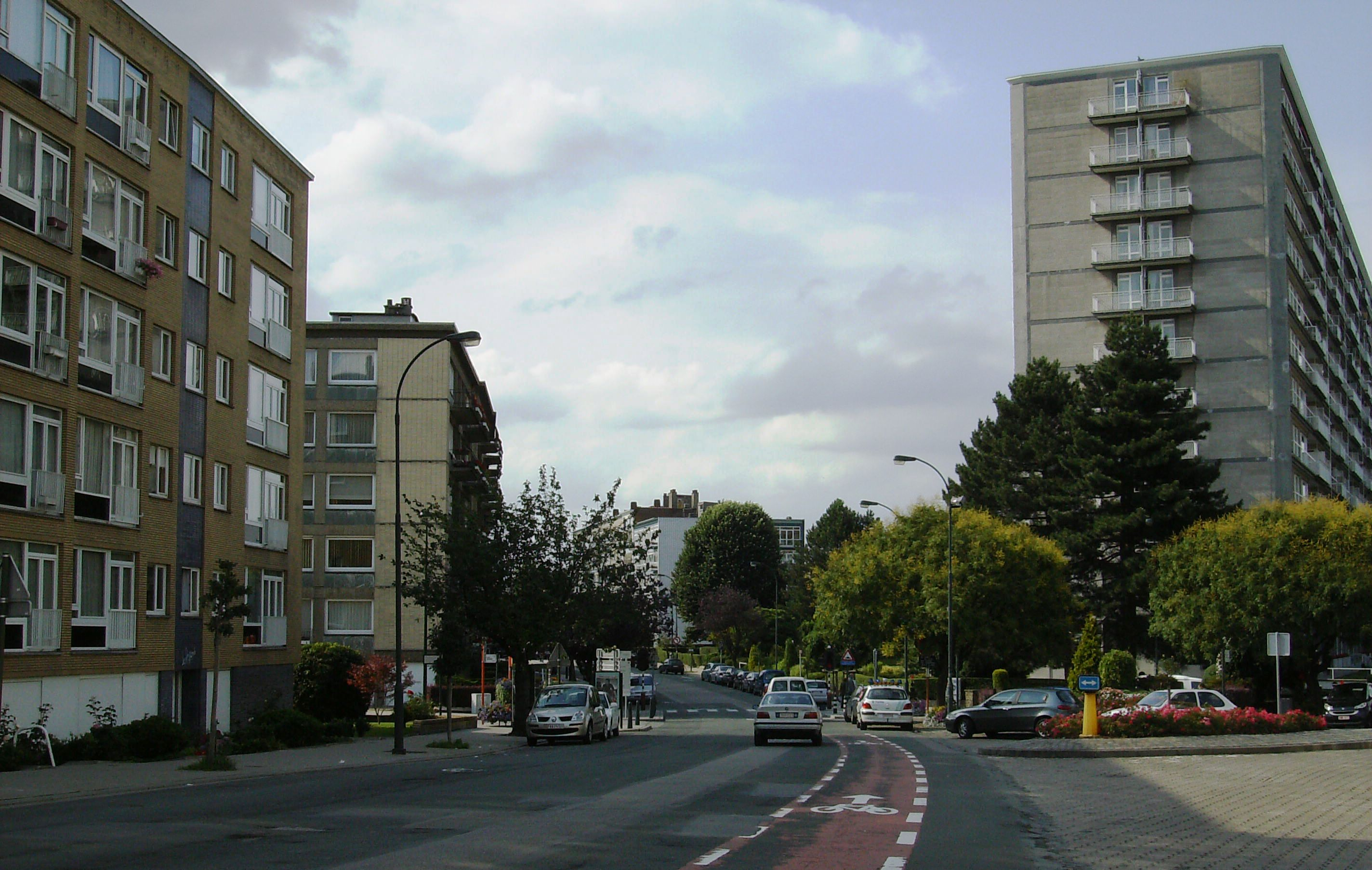
Avenue Gabriel Émile Lebon

- avenue Émile Lainé (en parc de Woluwe)
- avenue Léopold-Florent Lambin[1]
- rue Louis Isidore Lamey[1]
- avenue Gabriel Émile Lebon (aussi sur Woluwe-Saint-Pierre)
- rue Charles Lechat
- rue Gustave Jean Leclercq[1]
- avenue Jean-François Leemans[1]
- avenue Guillaume Lefever[1]
- rue Charles Lemaire[1]
- carrefour Léonard
- rue Paul-Émile Lessire[1]
- sentier des Lilas
- avenue des Linottes
- rue Joseph Lombaert[1]
- avenue du Loriot (principalement sur Woluwe-Saint-Pierre)
- Luxor Parc

- Haut – A
- B
- C
- D
- E
- F
- G
- H
- I
- J
- K
- L
- M
- N
- O
- P
- Q
- R
- S
- T
- U
- V
- W
- X
- Y
- Z

## M
- drève des Madones

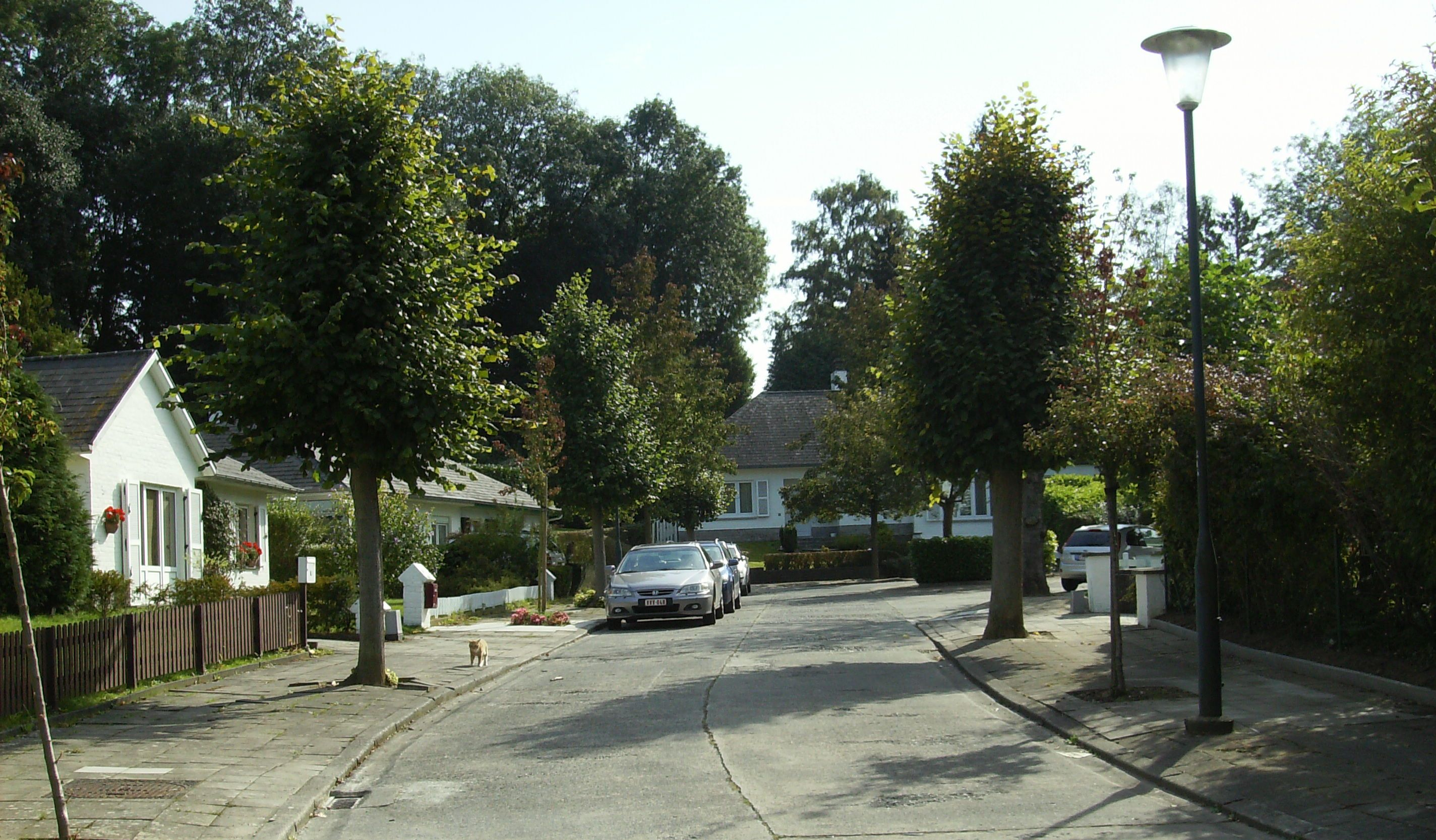
Rue Firmin Martin

- avenue Charles Madoux (ancien bourgmestre)
- rue Louis Marcx[1]
- rue Firmin Martin[1]
- avenue des Martinets
- sentier Melati
- rue Jean Mereaux[1]
- avenue Général Merjay (ancien bourgmestre)
- avenue des Mésanges
- clos des Mésanges
- drève des Mésanges (en Forêt de Soignes)
- petite drève des Mésanges (en Forêt de Soignes)
- rue Albert Meunier[1]
- avenue des Meuniers
- avenue Cardinal Micara
- avenue Charles Michiels[1] (aussi sur Watermael-Boitsfort)
- rue de la Molignée
- Montagne de Sable
- route de Mont Saint-Jean
- avenue Victor Moreau[1]
- rue Henri-François Moreels[1]
- rue du Moulin à Papier

- Haut – A
- B
- C
- D
- E
- F
- G
- H
- I
- J
- K
- L
- M
- N
- O
- P
- Q
- R
- S
- T
- U
- V
- W
- X
- Y
- Z

## N

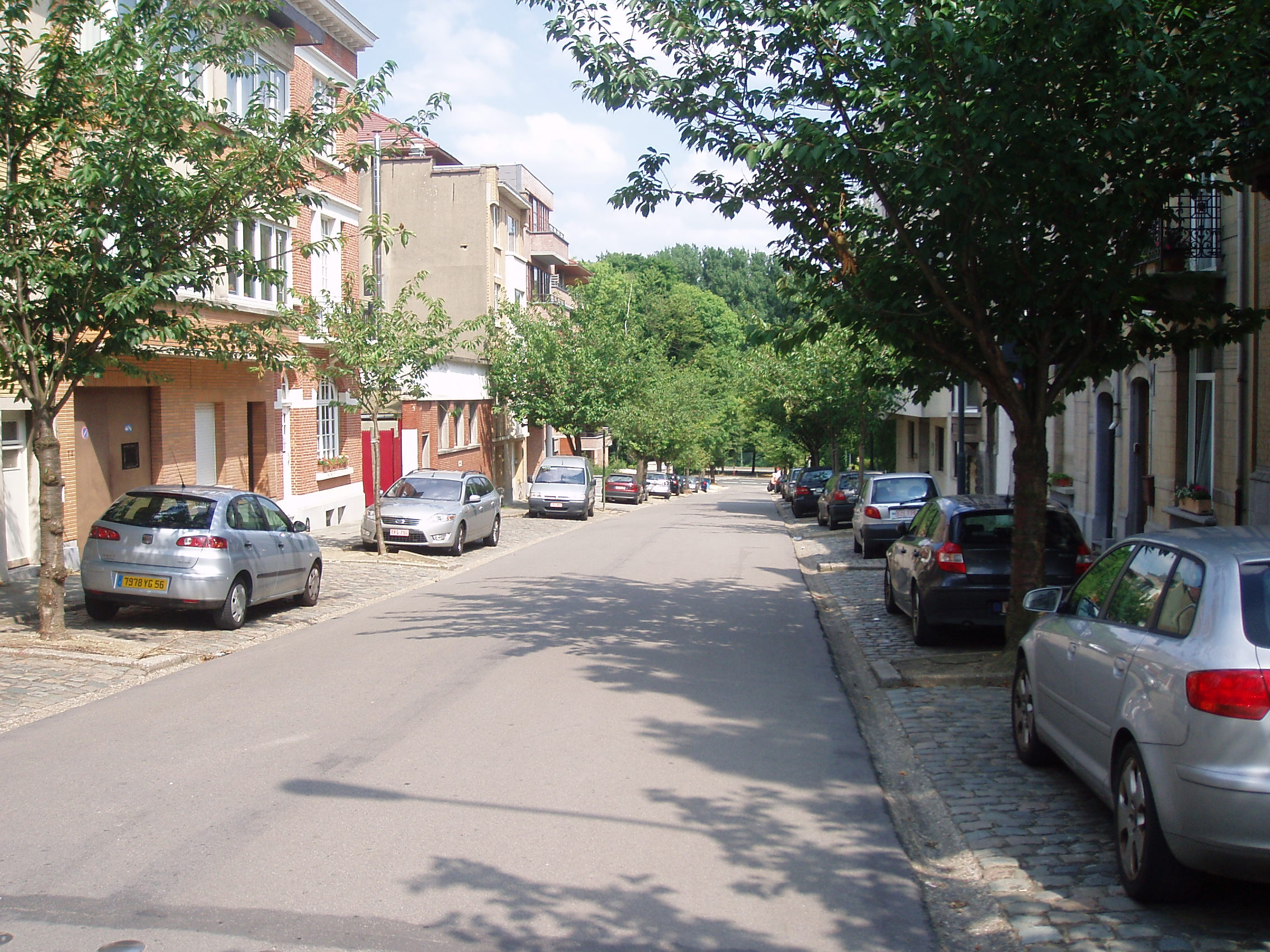
Avenue des Nénuphars

- rue des Néfliers (aussi sur Watermael-Boitsfort)
- avenue des Nénuphars
- avenue Nippone
- drève de Nivelles (aussi sur Woluwe-Saint-Pierre)
- chemin de Notre Dame (en Forêt de Soignes aussi sur Tervueren)

- Haut – A
- B
- C
- D
- E
- F
- G
- H
- I
- J
- K
- L
- M
- N
- O
- P
- Q
- R
- S
- T
- U
- V
- W
- X
- Y
- Z

## O
- avenue Auguste Oleffe (peintre)
- clos Lucien Outers (ancien bourgmestre)

- Haut – A
- B
- C
- D
- E
- F
- G
- H
- I
- J
- K
- L
- M
- N
- O
- P
- Q
- R
- S
- T
- U
- V
- W
- X
- Y
- Z

## P
- avenue du Paepedelle
- rue des Paons

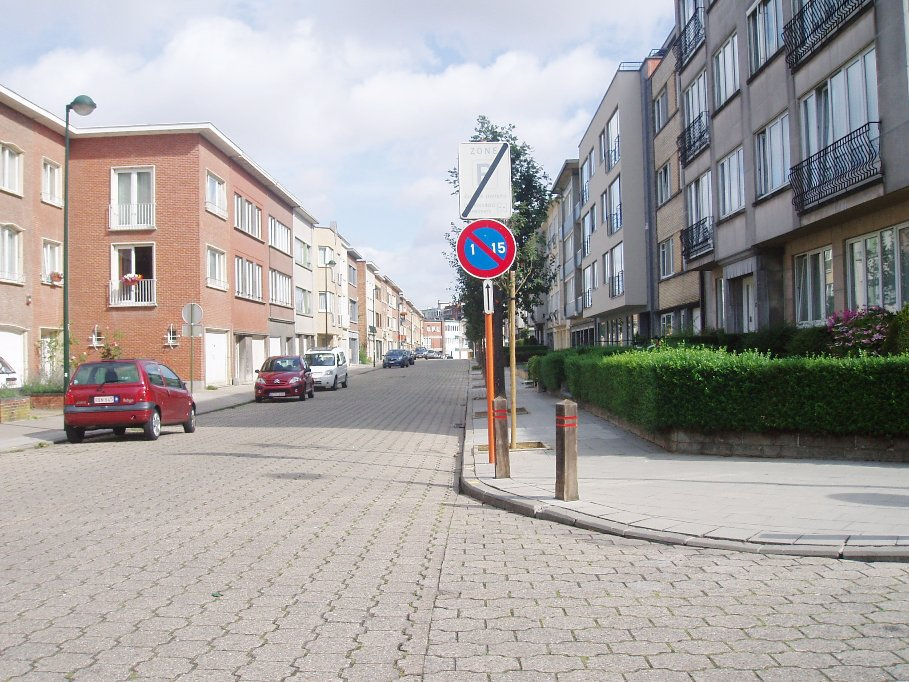
Avenue du Paepedelle

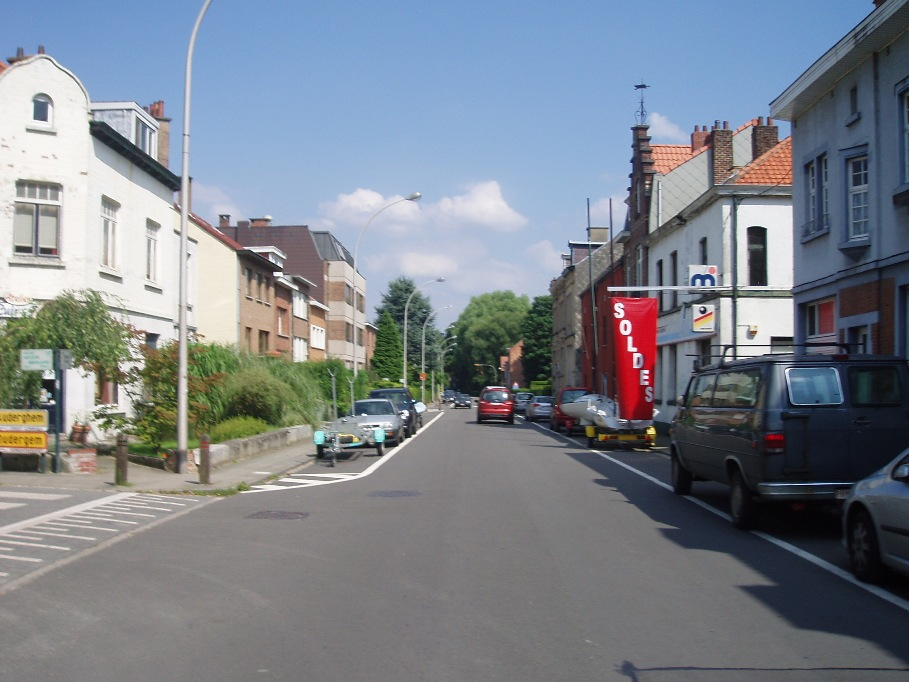
Rue des Pêcheries

- avenue des Paradisiers (aussi sur Woluwe-Saint-Pierre)
- avenue du Parc de Woluwe (aussi sur Woluwe-Saint-Pierre)
- rue Charles Pas[1]
- avenue des Passereaux (aussi sur Woluwe-Saint-Pierre)
- rue des Paysagistes
- rue des Pêcheries (aussi sur Watermael-Boitsfort)
- rue de la Pente
- drève de la Percée (en Forêt de Soignes)
- rue de la Piété
- place Édouard Pinoy[1]
- rue Maurice Poedts[1]
- avenue Guillaume Poels[1]
- clos des Pommiers Fleuris
- avenue Pré des Agneaux (aussi sur Watermael-Boitsfort)
- drève du Prieuré
- chemin de Putdael (aussi sur Woluwe-Saint-Pierre où il s'appelle chemin du Putdael)

- Haut – A
- B
- C
- D
- E
- F
- G
- H
- I
- J
- K
- L
- M
- N
- O
- P
- Q
- R
- S
- T
- U
- V
- W
- X
- Y
- Z

## Q
- Haut – A
- B
- C
- D
- E
- F
- G
- H
- I
- J
- K
- L
- M
- N
- O
- P
- Q
- R
- S
- T
- U
- V
- W
- X
- Y
- Z

## R
- rue du Railway
- rue Jules-Émile Raymond[1]

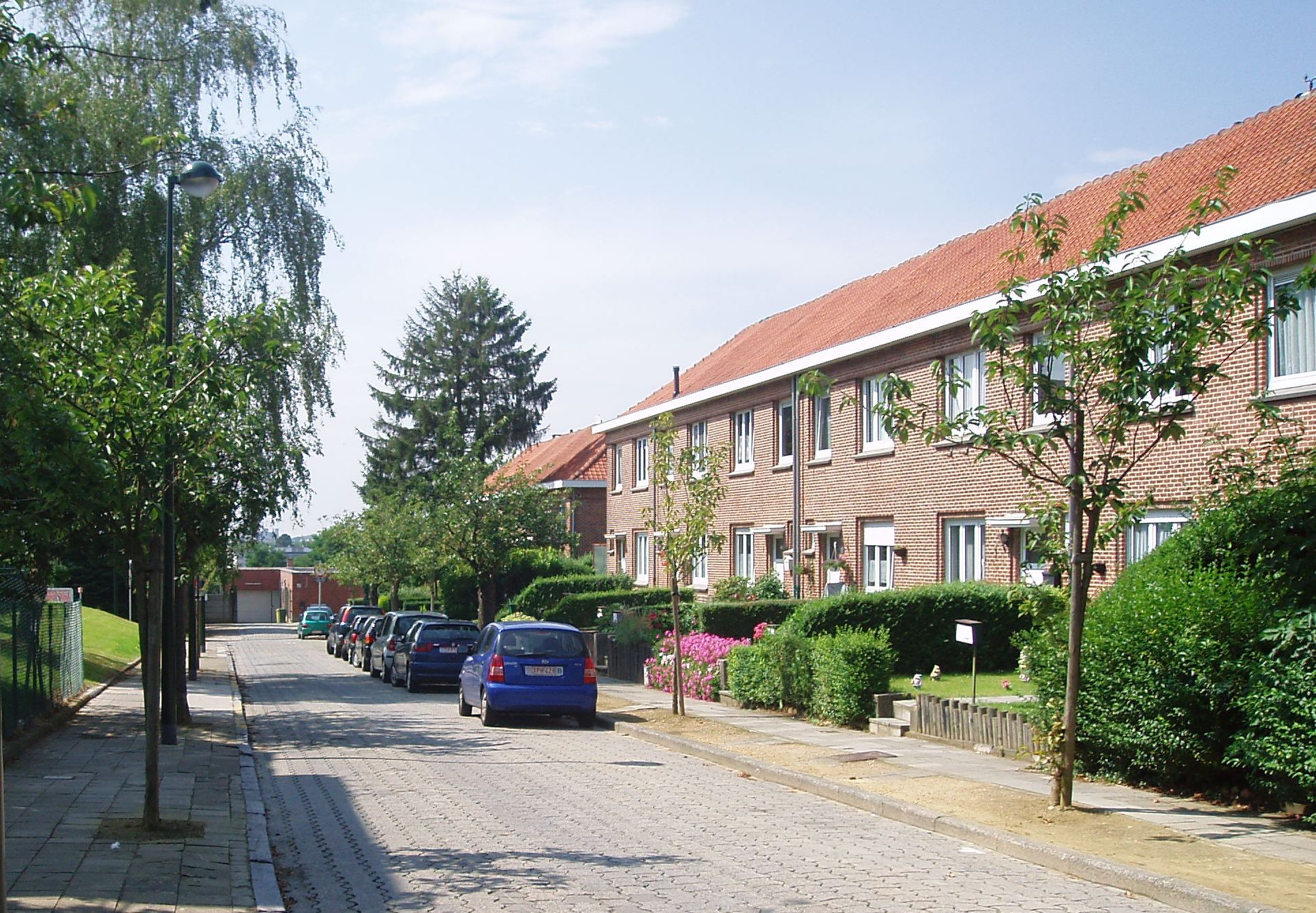
Rue Émile Rotiers

- drève du Relais des Dames (aussi sur Watermael-Boitsfort - en Forêt de Soignes)
- drève du Renard
- rue Roodenberg
- rue Émile Rotiers
- rue du Rouge-Cloître
- drève du Rouge-Cloître

- Haut – A
- B
- C
- D
- E
- F
- G
- H
- I
- J
- K
- L
- M
- N
- O
- P
- Q
- R
- S
- T
- U
- V
- W
- X
- Y
- Z

## S
- avenue de la Sablière
- square du Sacré-Cœur
- carrefour Sainte-Anne
- avenue Sainte-Anne
- rue Léon Savoir[1]
- avenue Charles Schaller[1]
- avenue Henri Schoofs
- rue Pierre Schoonejans
- rue Henri Simons[1]
- avenue Josse Smets[1]

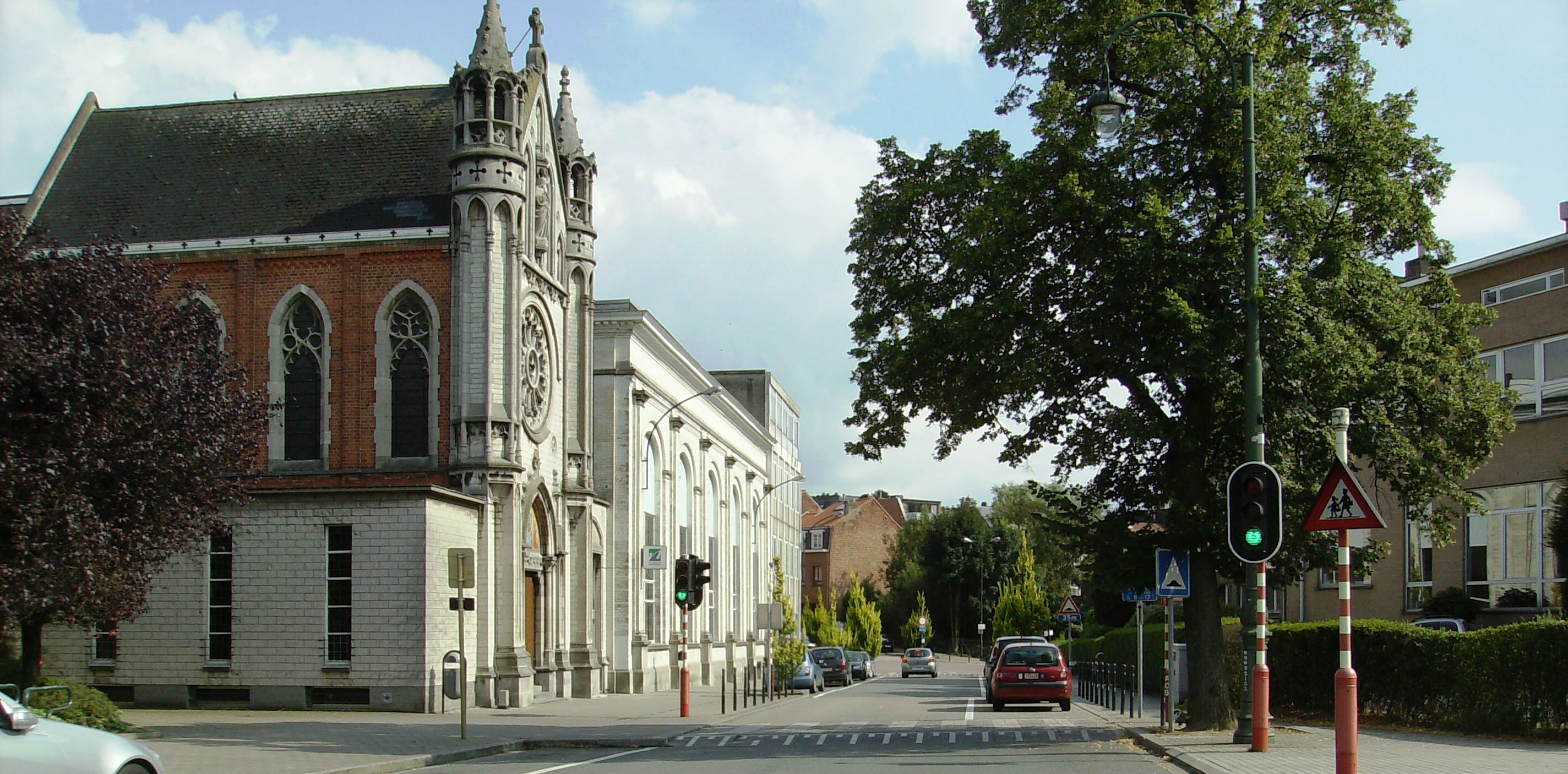
Avenue de la Sablière

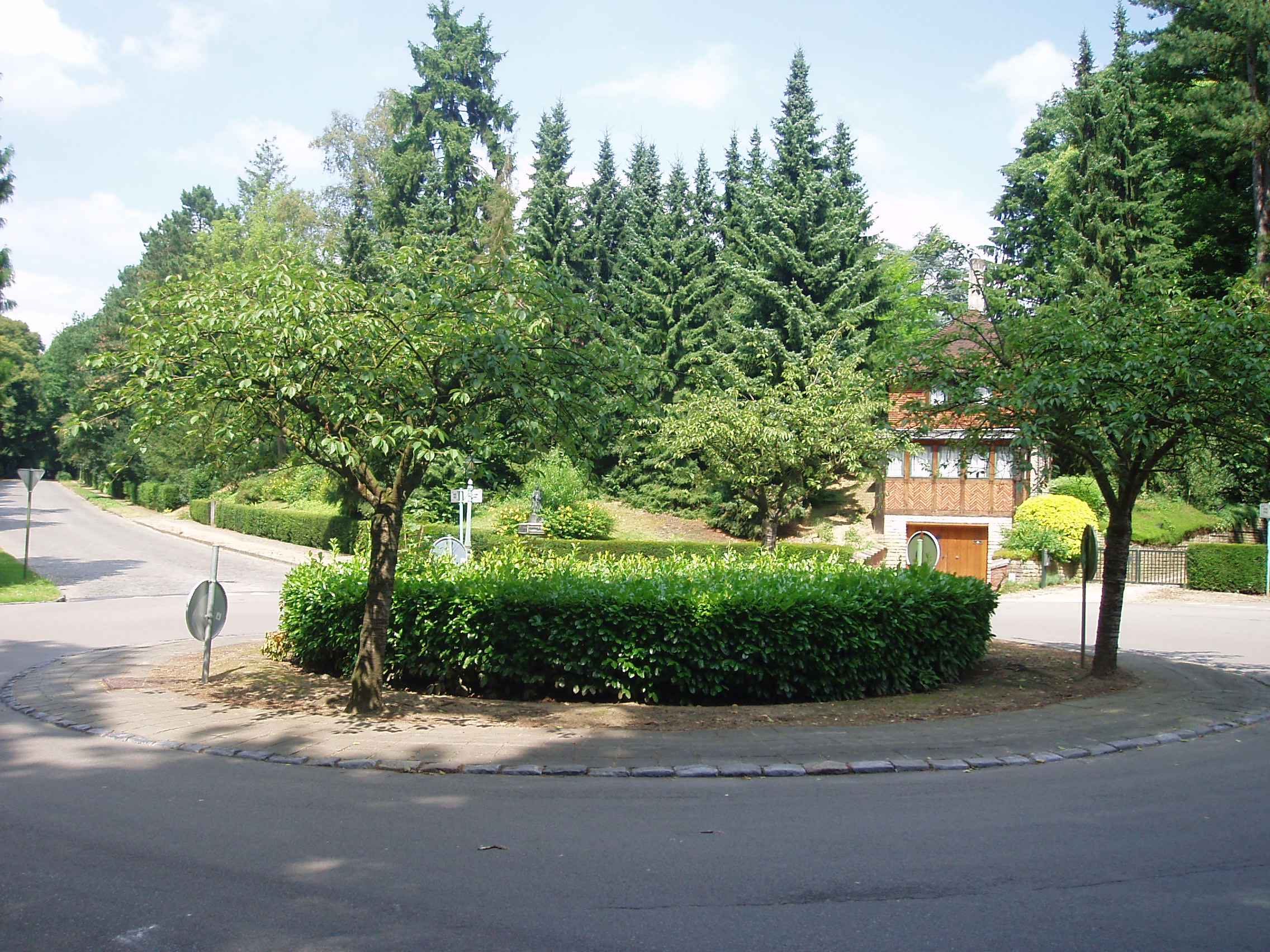
Carrefour Sainte-Anne

- boulevard du Souverain (aussi sur Watermael-Boitsfort et Woluwe-Saint-Pierre)
- rond-point du Souverain
- square du Souverain
- rue Émile Steeno[1]
- avenue René Stevens (peintre)
- rue de la Stratégie
- avenue Henri Strauven
- rue Armand Swevers[1]

- Haut – A
- B
- C
- D
- E
- F
- G
- H
- I
- J
- K
- L
- M
- N
- O
- P
- Q
- R
- S
- T
- U
- V
- W
- X
- Y
- Z

## T
- avenue Victor Tahon
- avenue de la Tanche
- avenue Tedesco[1]

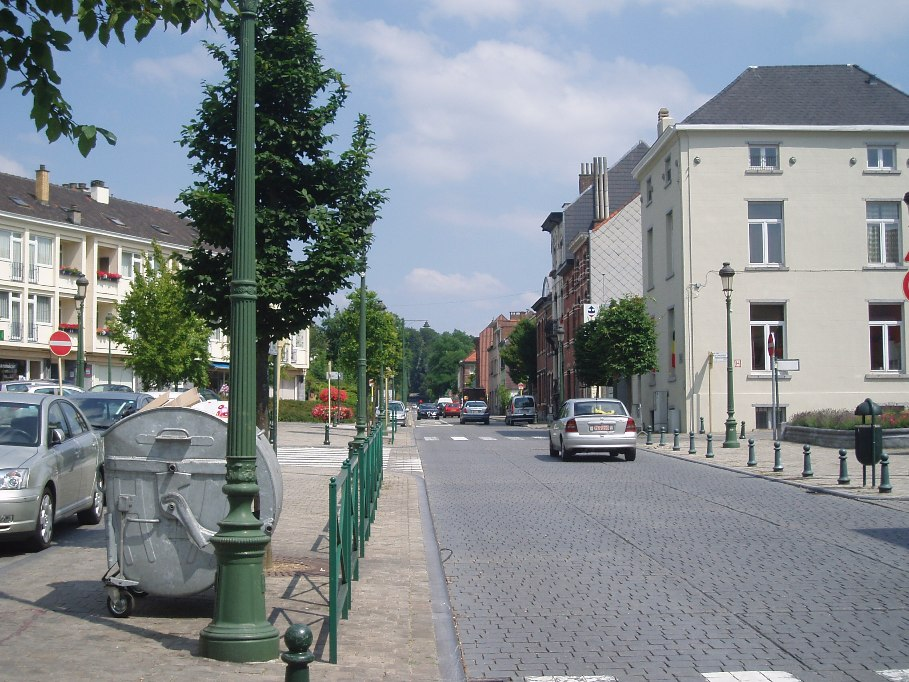
Chaussée de Tervueren

- avenue de Tervueren (aussi sur Woluwe-Saint-Pierre et Etterbeek)
- chaussée de Tervueren
- rue Gustave Timmermans[1]
- avenue des Traquets (aussi sur Woluwe-Saint-Pierre)
- clos du Trèfle
- boulevard du Triomphe (aussi sur Ixelles)
- chemin des Trois Couleurs (en Forêt de Soignes)
- clos des Trois Fontaines
- rue des Trois Ponts

- Haut – A
- B
- C
- D
- E
- F
- G
- H
- I
- J
- K
- L
- M
- N
- O
- P
- Q
- R
- S
- T
- U
- V
- W
- X
- Y
- Z

## U
- Haut – A
- B
- C
- D
- E
- F
- G
- H
- I
- J
- K
- L
- M
- N
- O
- P
- Q
- R
- S
- T
- U
- V
- W
- X
- Y
- Z

## V
- rue Valduc
- avenue Valduchesse
- avenue Alphonse Valkeners[1]
- rue Henri Van Antwerpen[1]
- rue Léopold Van Asbroeck[1]
- avenue Jules Vandeleene (peintre)
- avenue Paul Vanden Thoren[1]
- drève Joseph Vanderborght
- rue Jean-Baptiste Vandercammen[1]

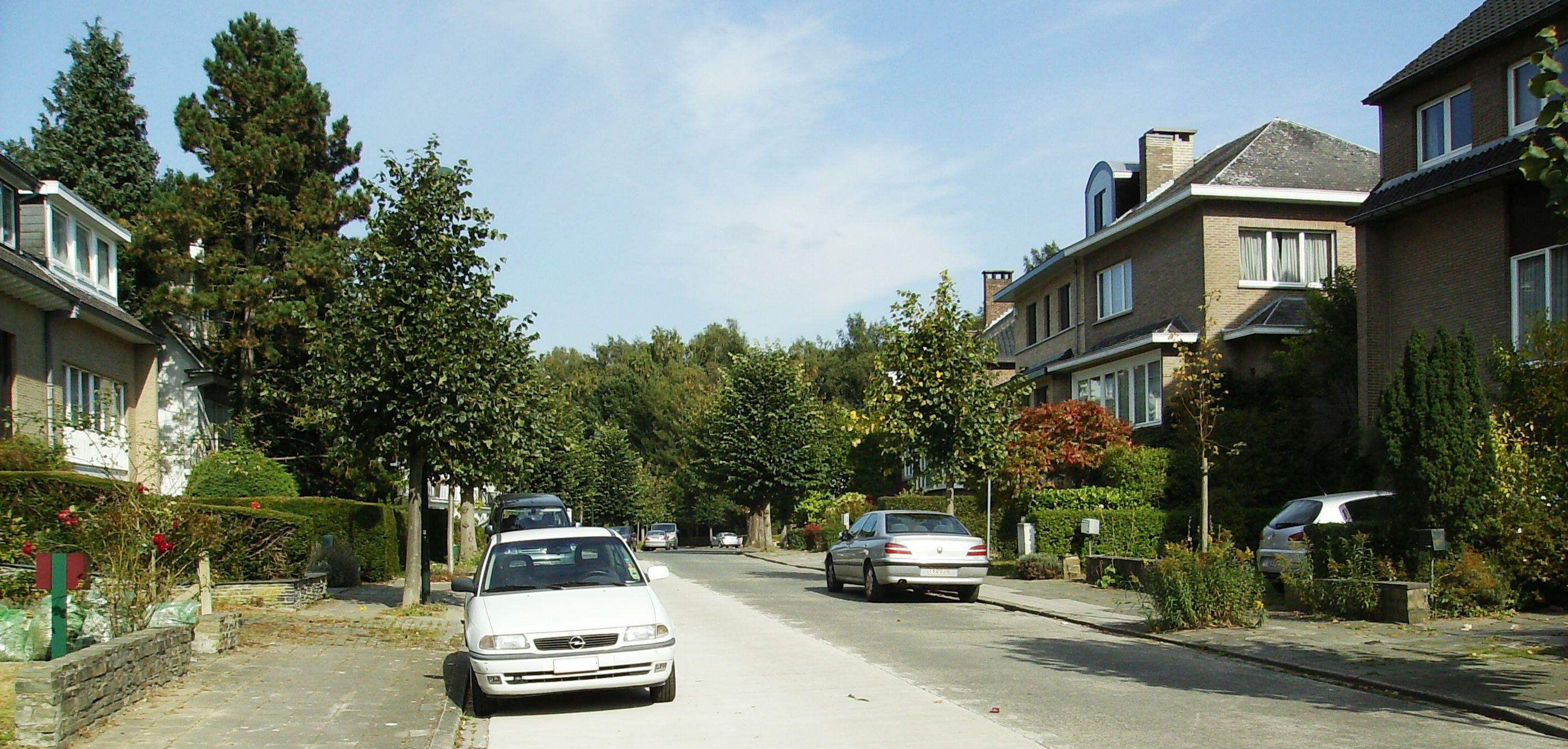
Avenue Paul Vanden Thoren

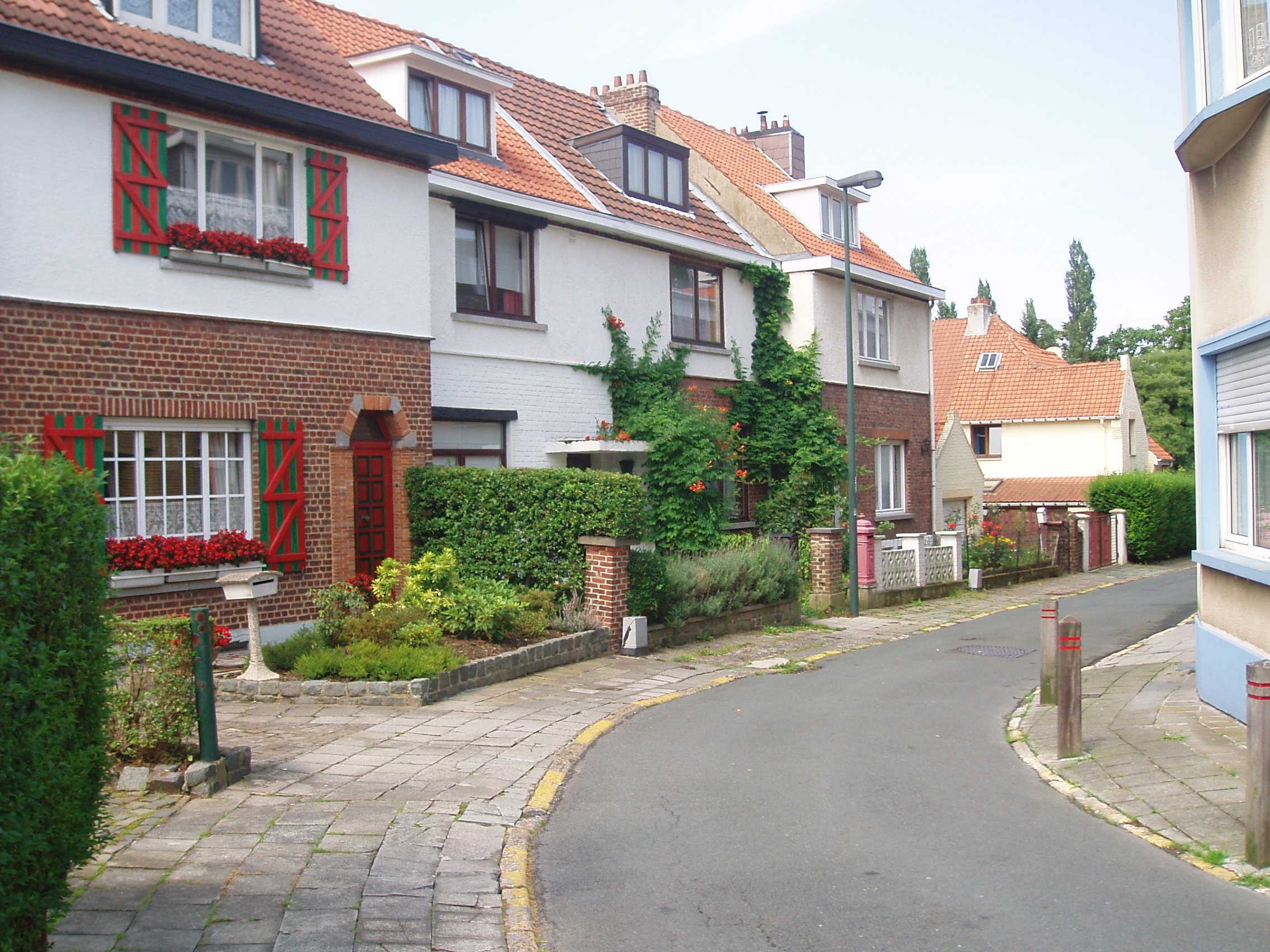
Rue Henri Vereycken

- avenue Hugo van der Goes (peintre)
- rue Antoine Vandergoten
- rue Henri Vandersaenen[1]
- rue Franciscus Vandevelde[1]
- rue Léon Vande Woesteyne[1]
- avenue Vandromme[1]
- avenue François-Élie Van Elderen[1]
- avenue Jean Vanhaelen (ancien bourgmestre)
- avenue Jean Van Horenbeeck[1]
- square Antoine Van Lindt[1]
- avenue Guillaume Van Nerom[1]
- avenue Edmond Van Nieuwenhuyse[1]
- rue Jean-Baptiste Vannypen[1]
- avenue Théo Vanpé[1]
- square Louis Van Simaey[1]
- rue Guy-Jean Verachtert[1]
- avenue François-Bernard Verboven
- avenue Louis Vercauteren[1]
- rue Henri Vereycken[1]
- rue du Verger
- avenue Paul Verheyleweghen
- rue Liévin Verstraeten
- rue du Vieux Moulin
- rue de la Vignette
- rue du Villageois
- avenue des Volontaires (aussi sur Etterbeek et Woluwe-Saint-Pierre)

- Haut – A
- B
- C
- D
- E
- F
- G
- H
- I
- J
- K
- L
- M
- N
- O
- P
- Q
- R
- S
- T
- U
- V
- W
- X
- Y
- Z

## W
- avenue Walckiers
- chaussée de Watermael

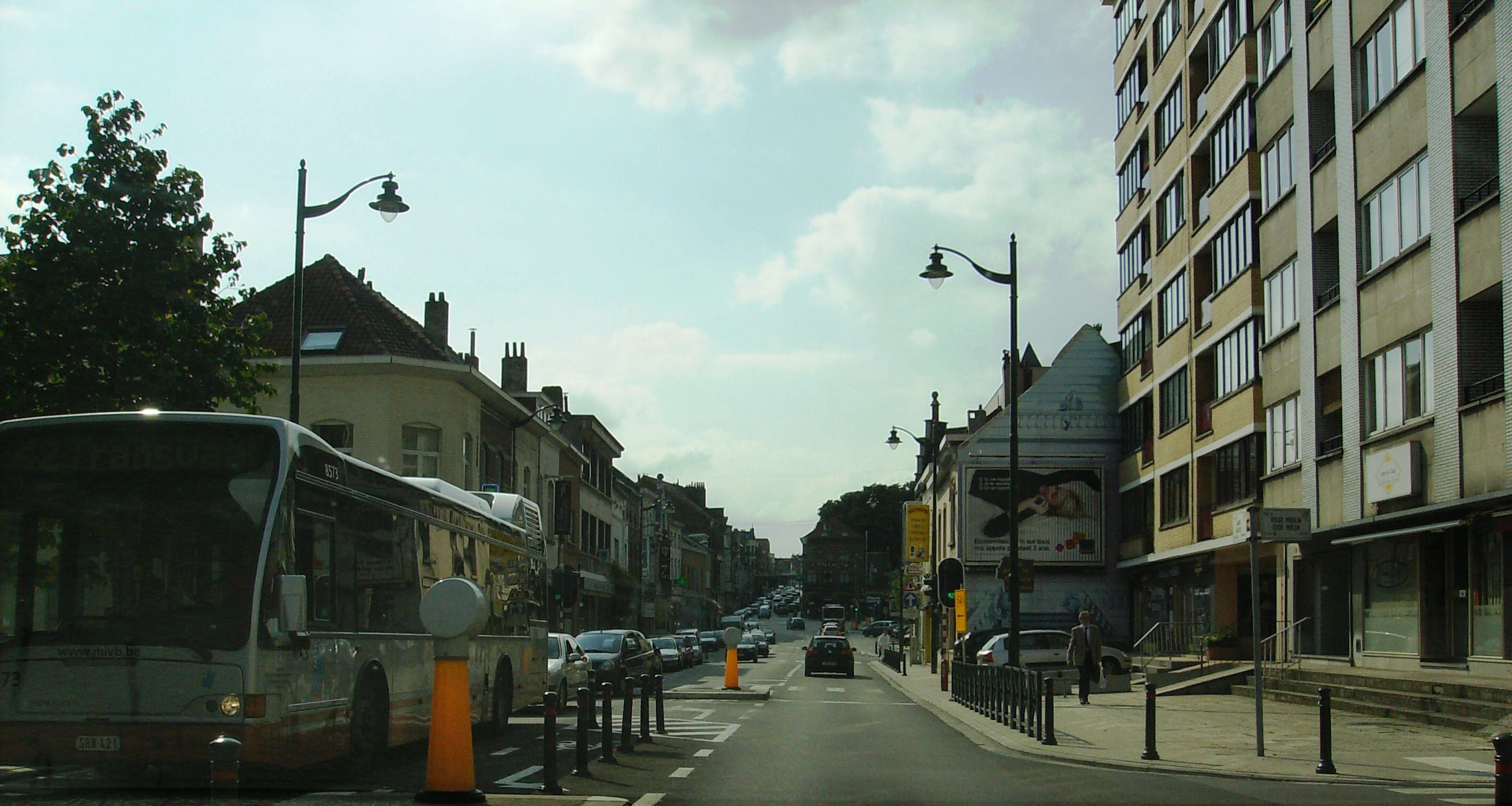
Chaussée de Wavre

- chaussée de Wavre (aussi sur Ixelles et Etterbeek)
- rue Robert Willame[1]
- rue Alexis Willem
- drève de Willerieken (en Forêt de Soignes - aussi sur Overijse)

- Haut – A
- B
- C
- D
- E
- F
- G
- H
- I
- J
- K
- L
- M
- N
- O
- P
- Q
- R
- S
- T
- U
- V
- W
- X
- Y
- Z

## X
- Haut – A
- B
- C
- D
- E
- F
- G
- H
- I
- J
- K
- L
- M
- N
- O
- P
- Q
- R
- S
- T
- U
- V
- W
- X
- Y
- Z

## Y
- Haut – A
- B
- C
- D
- E
- F
- G
- H
- I
- J
- K
- L
- M
- N
- O
- P
- Q
- R
- S
- T
- U
- V
- W
- X
- Y
- Z

## Z
- Haut – A
- B
- C
- D
- E
- F
- G
- H
- I
- J
- K
- L
- M
- N
- O
- P
- Q
- R
- S
- T
- U
- V
- W
- X
- Y
- Z